# Worm (paso de baile)
El worm ("gusano" en inglés) es un movimiento gimnástico de baile propio del break dance y el funk. En él, el usuario se tiende boca abajo sobre el piso y, apoyado sobre las manos, produce un movimiento secuencial en forma de ola a lo largo de su cuerpo, evocando la locomoción de un gusano.

## Historia
El origen de este movimiento se desconoce, pero ya existen referencias a él en la década de 1970. Se popularizó en el período del funk de los 80, y pervive en asociación con el break dance. Aunque no es uno de sus movimientos más atléticos o espectaculares, su aspecto vistoso lo vuelve un paso característico.
Cobró especial notoriedad, sin embargo, en junio de 1999, cuando la compañía de lucha libre profesional World Wrestling Federation introdujo al equipo de luchadores Too Cool. Sus miembros interpretaban personajes de bailarines de hip hop, y uno de ellos, Scotty 2 Hotty, se hizo famoso por ejecutar el gusano antes de asestar su golpe final. Este movimiento fue heredado por el también luchador de la WWE Otis Dozovic, quien lo introdujo en 2018 bajo el nombre de Caterpillar ("oruga", debido al gran peso de Dozovic).